# Francesco Carrara (archeologo)
Francesco Carrara (in croato viene anche utilizzata la forma Franjo Carrara o Franjo Karara; Spalato, 16 novembre 1812 – Venezia, 29 gennaio 1854) è stato un archeologo dalmata, uno dei primi della sua regione.

## Vita
Nato a Spalato nel 1812 da Carlo - arrivato dall'Italia a Spalato con le truppe napoleoniche - e dalla croata Katarina Korda, entrò nel locale seminario a dodici anni, dimostrando subito uno spiccato interesse per lo studio dell'antichità. Rimasto orfano nel 1831, passò a Zara per continuare gli studi in teologia, affermando di voler essere allo stesso tempo sacerdote e archeologo.
Di ritorno nella sua città natale, approfondì le sue conoscenze delle antiche reliquie, recandosi spesso a visitare le rovine dell'antica città romana di Salona, che in quegli anni iniziava ad essere frequentata dai grandi archeologi del tempo.
Rimasto vacante un posto d'alunno presso il prestigioso Istituto di Sant'Agostino a Vienna, vi si recò nel 1836 per completare la sua preparazione specialistica. Qui scrisse il suo primo saggio, quel Teodora Ducaina Paleologhina. Piombo unico inedito (pubblicato in seguito a Vienna nel 1840) che iniziò a farlo conoscere fra gli studiosi. Fu proprio a Vienna che celebrò la sua prima Santa Messa, il 15 novembre 1838.
Nel 1842 fu chiamato alla cattedra di storia e religione del Seminario di Spalato, ma non avendo ricevuto il permesso di esaminare l'archivio del Capitolo Metropolitano della città, dopo un breve soggiorno a Padova per la laurea in teologia decise di tornare a Vienna (1840) ritenendo di potervi trovare delle testimonianze degli avvenimenti storici della Dalmazia.
All'Archivio di Stato della capitale austriaca Carrara trovò oltre 250 documenti riguardanti il periodo dal 1078 e il 1694, suscitando però alcune invidie nel ristretto ambito dei ricercatori, anche a causa di uno stile brusco e dei suoi taglienti giudizi.
Divenuto conservatore del Museo di Spalato ed ottenuta una sovvenzione governativa, nel 1844 iniziò una campagna di scavi a Salona che si rivelò di grande successo, con una serie di interessanti ritrovamenti ed un notevole ampliamento delle conoscenze sulla città romana. In questi anni rafforza la sua amicizia con alcuni fra i maggiori intellettuali dalmati e italiani del tempo, fra i quali Niccolò Tommaseo, Cesare Cantù, Francesco Dall'Ongaro e Pier Alessandro Paravia. Pur utilizzando unicamente la lingua italiana nei suoi scritti, il Carrara propugnava l'idea - tipicamente tommaseiana - d'una nazione dalmata, ponte di contatto fra Slavia e Italia, nella quale - come scrisse - l'italiano non istudia di italianizzare lo slavo, né lo slavo di slavizzar l'italiano.

## Gli scavi più importanti e le polemiche
Le invidie dei detrattori si intrecciarono in quegli anni con le turbolenze all'interno dell'Impero Austroungarico e le rivolte nei territori ungheresi ed italiani.
Nel 1847 il Carrara - alla testa della delegazione dalmata - partecipò al Congresso degli scienziati italiani di Venezia, ove tenne una relazione dal titolo Gli scavi di Salona, pubblicato dal Giornale Euganeo di Scienze e Lettere. Al suo ritorno a Spalato si dedicò ad una campagna di studi e di scavi lungo il fiume Cetina, per studiare la posizione della romana Aequum e del Pons Tiluri, che da Tenin portava a Narona e in Bosnia all'antica Delminium.
Ad ottobre del 1849 venne revocato dall'insegnamento presso il seminario di Spalato, accusato di nutrire idee politiche esaltate e di infonderle ai giovani. A nulla valse una petizione firmata da 170 cittadini o gli articoli in sua difesa sui giornali cittadini. Per il momento, non vennero interrotti i finanziamenti per gli scavi archeologici.
Nel 1850 pubblicò a Trieste il volume Topografia e scavi di Salona, che rimane la sua opera più famosa. Divisa in due parti, nella prima si occupa della topografia di Salona, mentre nella seconda descrive analiticamente i lavori sui monumenti e i manufatti scoperti anno per anno dal 1846 al 1849. Corredano l'opera sette tavole originali, basate sui rilievi effettuati negli anni.
Riprese quindi gli scavi, ma fu costretto a sospenderli essendogli stato revocato il finanziamento. Carrara si appellò al governo e perfino al re Federico Augusto di Sassonia, appassionato di botanica, visitatore a suo tempo della Dalmazia nonché estimatore del botanico di Sebenico Roberto de Visiani: tutto fu vano.
L'unico incarico che riuscì ad ottenere fu quello di comporre un'antologia per le scuole. Pur non rientrando appieno la tematica nelle sue competenze, Carrara intraprese quindi un viaggio di studi a Venezia, presso la Biblioteca Marciana. Ne sortì un'opera in due volumi, dei quali solo il primo - dedicato ai secoli XIII e XIV - venne pubblicato (Antologia italiana, Vienna 1853).

## Gli ultimi anni
Alla fine del 1852, Carrara si ammalò ai polmoni e perciò fu costretto a rinunciare all'incarico - peraltro non retribuito - di conservatore del Museo e delle antichità di Spalato.
Inaspettata, gli giunse nel 1853 la nomina a professore nel ginnasio Santa Caterina di Venezia. Pur temendo per la propria salute, accettò e si trasferì a Venezia con la madre e la sorella, morendovi però il 29 gennaio 1854.

## Identificazione nazionale
Data la storia personale del Carrara, fino ad anni recenti non si è nemmeno mai parlato della sua appartenenza nazionale. Negli ultimi tempi, in Croazia il suo nome viene anche traslitterato in Franjo Carrara o addirittura Franjo Karara, ed alcuni studiosi cercano di inserire la sua opera nell'alveo della cultura croata. È da ricordare che la sede della Comunità degli Italiani di Spalato è intitolata proprio allo spalatino Francesco Carrara.

## Opere principali
- Teodora Ducaina Paleologhina. Piombo unico inedito, Vienna 1840
- Archivio capitolare di Spalato, Spalato 1844
- Chiesa di Spalato un tempo Salonitana, Trieste 1844 - L'opera completa è visibile qui
- La Dalmazia descritta con 48 tavole miniate rappresentanti i principali costumi nazionali, Zara 1846
- Canti del popolo dalmato, Zara 1849
- Della vita e degli scritti di Giovanni Cattalinich, Zara 1849 - L'opera completa è visibile qui
- Topografia e scavi di Salona, Trieste 1850 - L'opera completa è visibile qui
- De' scavi di Salona nel 1850, Praga 1852 - L'opera completa è visibile qui
- Antologia italiana, proposta alle classi de' ginnasi liceali, Vienna 1853